# Deiva Marina
Deiva Marina is een gemeente in de Italiaanse provincie La Spezia (regio Ligurië) en telt 1466 inwoners (31-12-2004). De oppervlakte bedraagt 14,1 km², de bevolkingsdichtheid is 105 inwoners per km².

## Demografie
Deiva Marina telt ongeveer 781 huishoudens. Het aantal inwoners daalde in de periode 1991-2001 met 5,4% volgens cijfers uit de tienjaarlijkse volkstellingen van ISTAT.
| Jaar | Inwoneraantal |
| ---- | ------------- |
| 1991 | 1546          |
| 2001 | 1463          |

## Geografie
Deiva Marina grenst aan de volgende gemeenten: Carro, Carrodano, Castiglione Chiavarese (GE), Framura en Moneglia (GE).

## Galerij

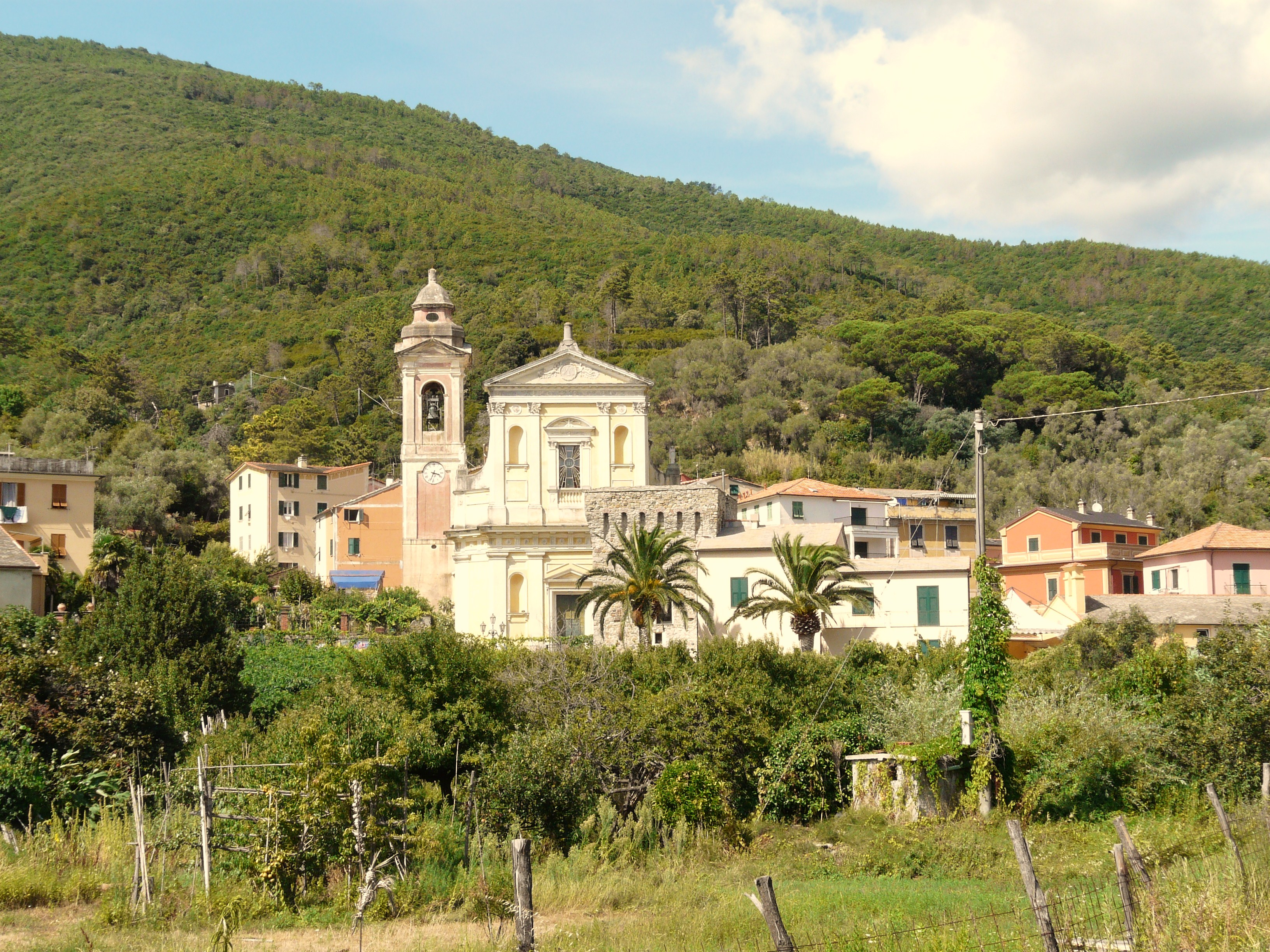
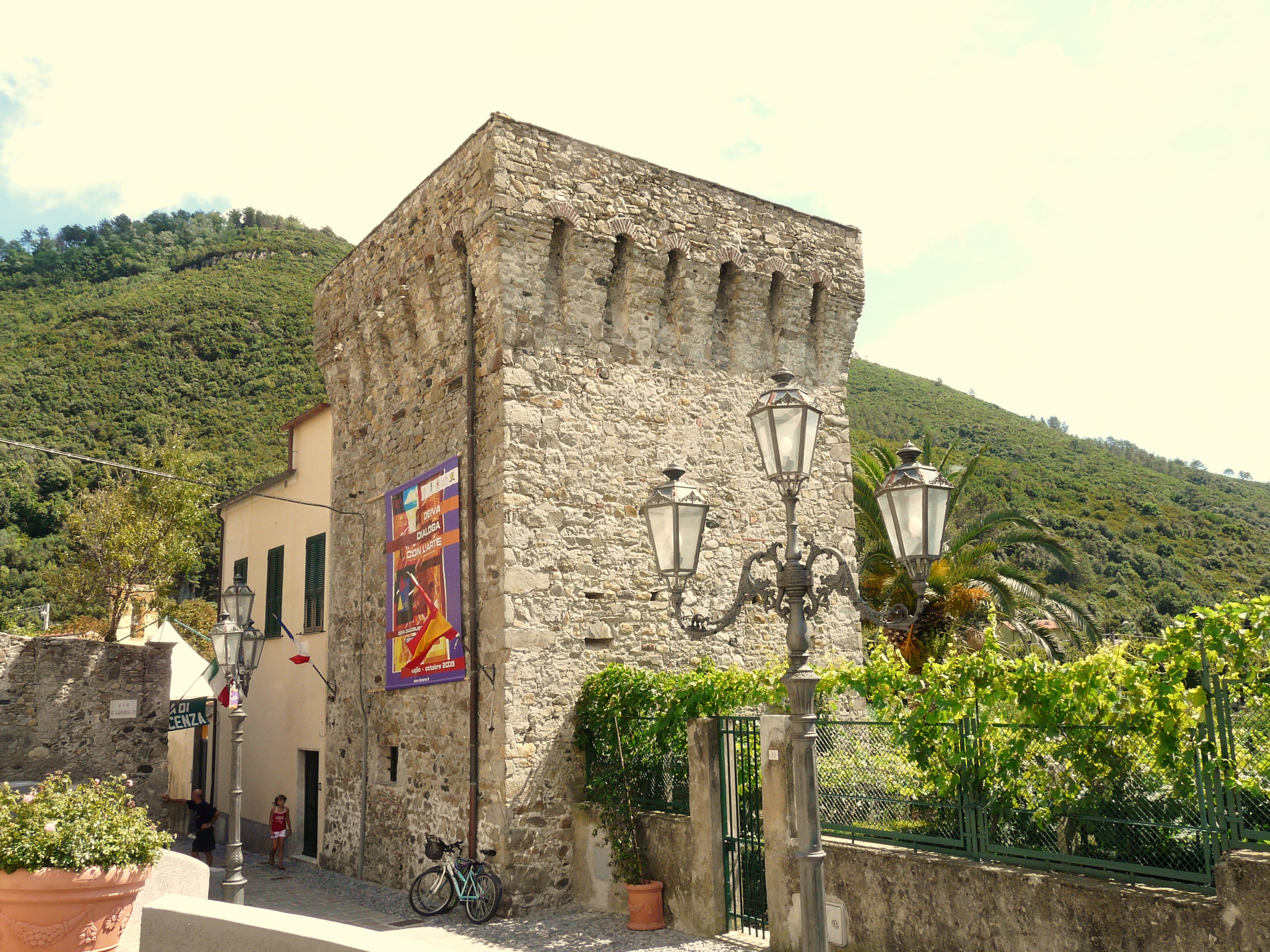
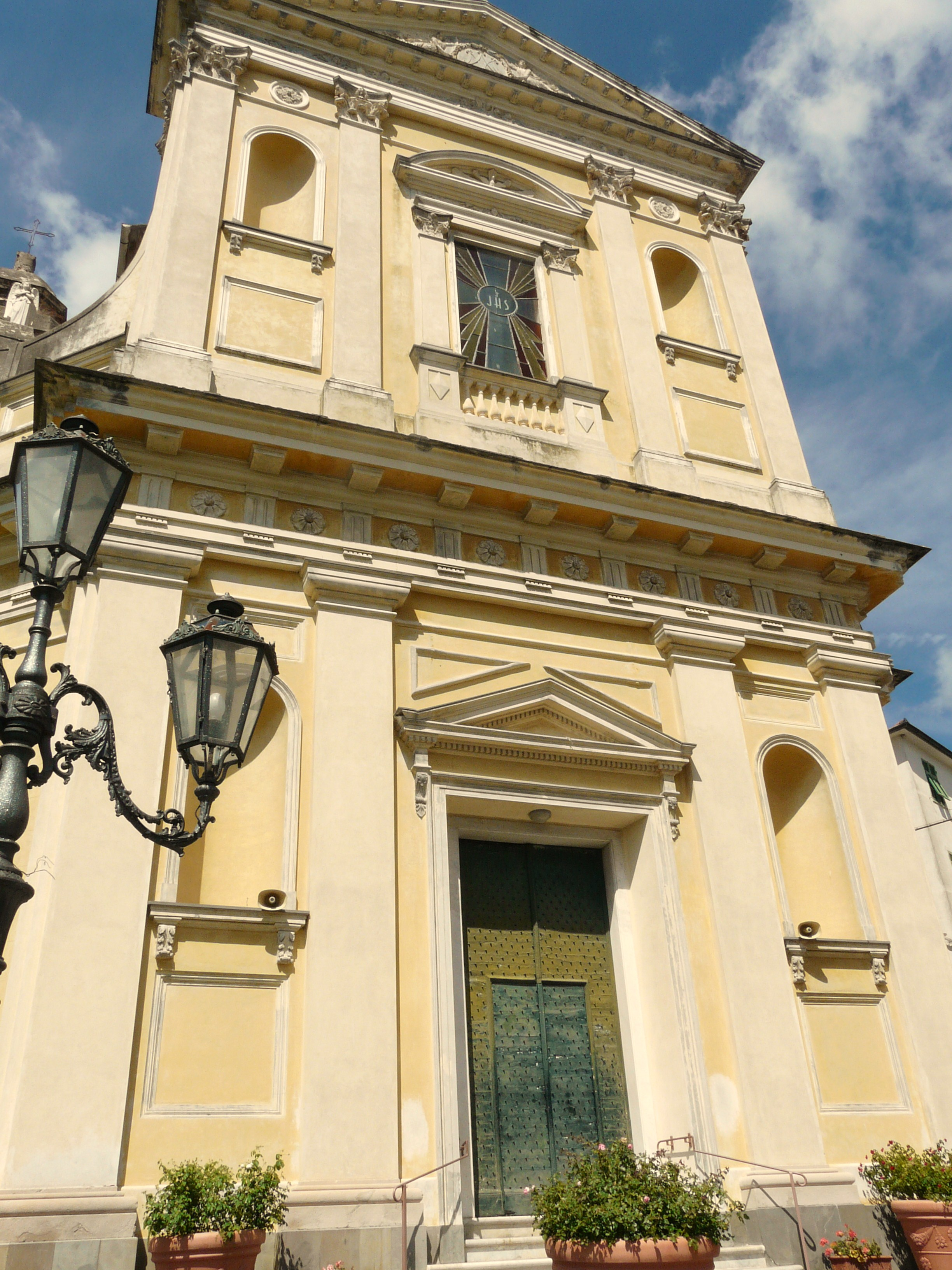
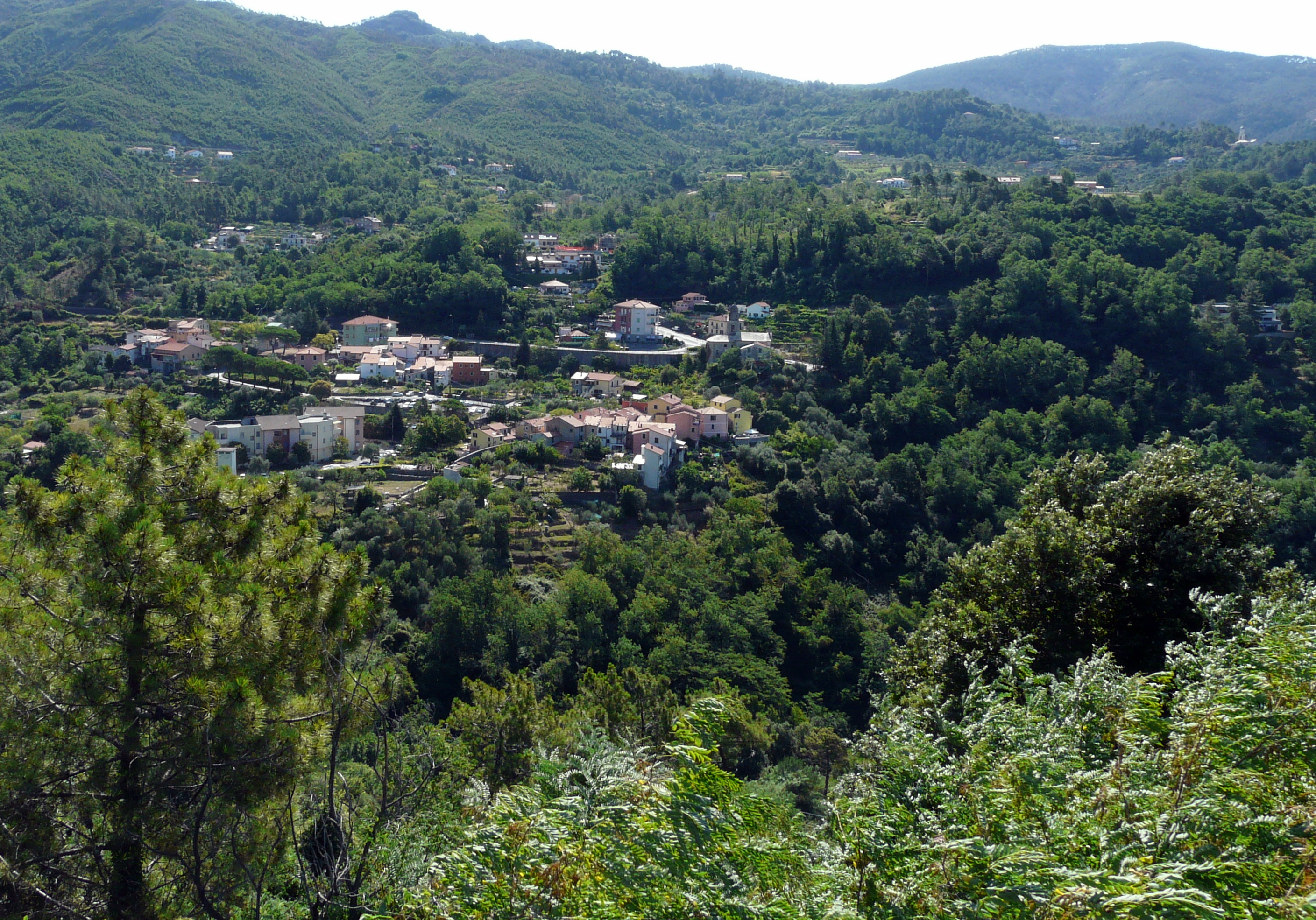
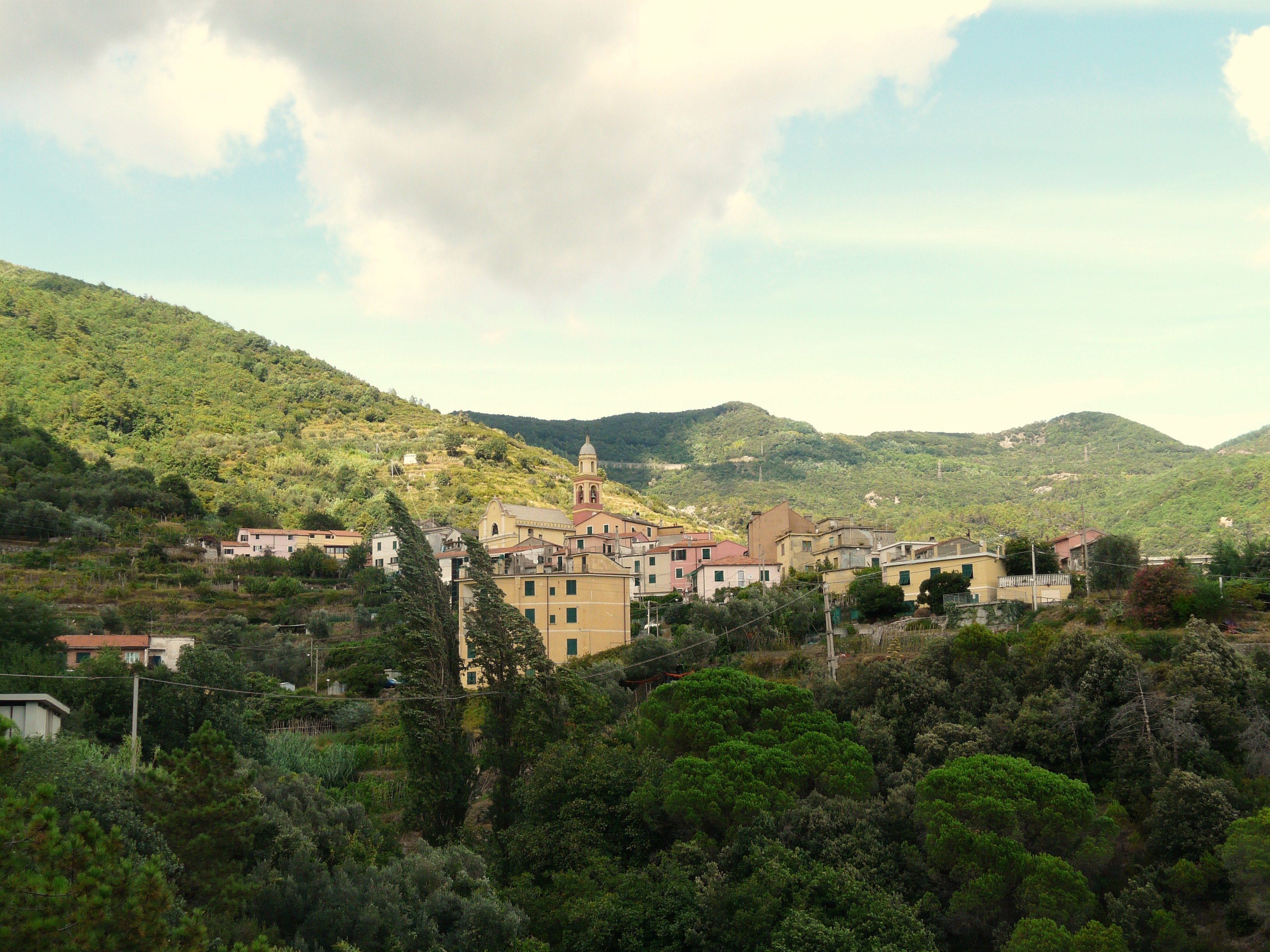
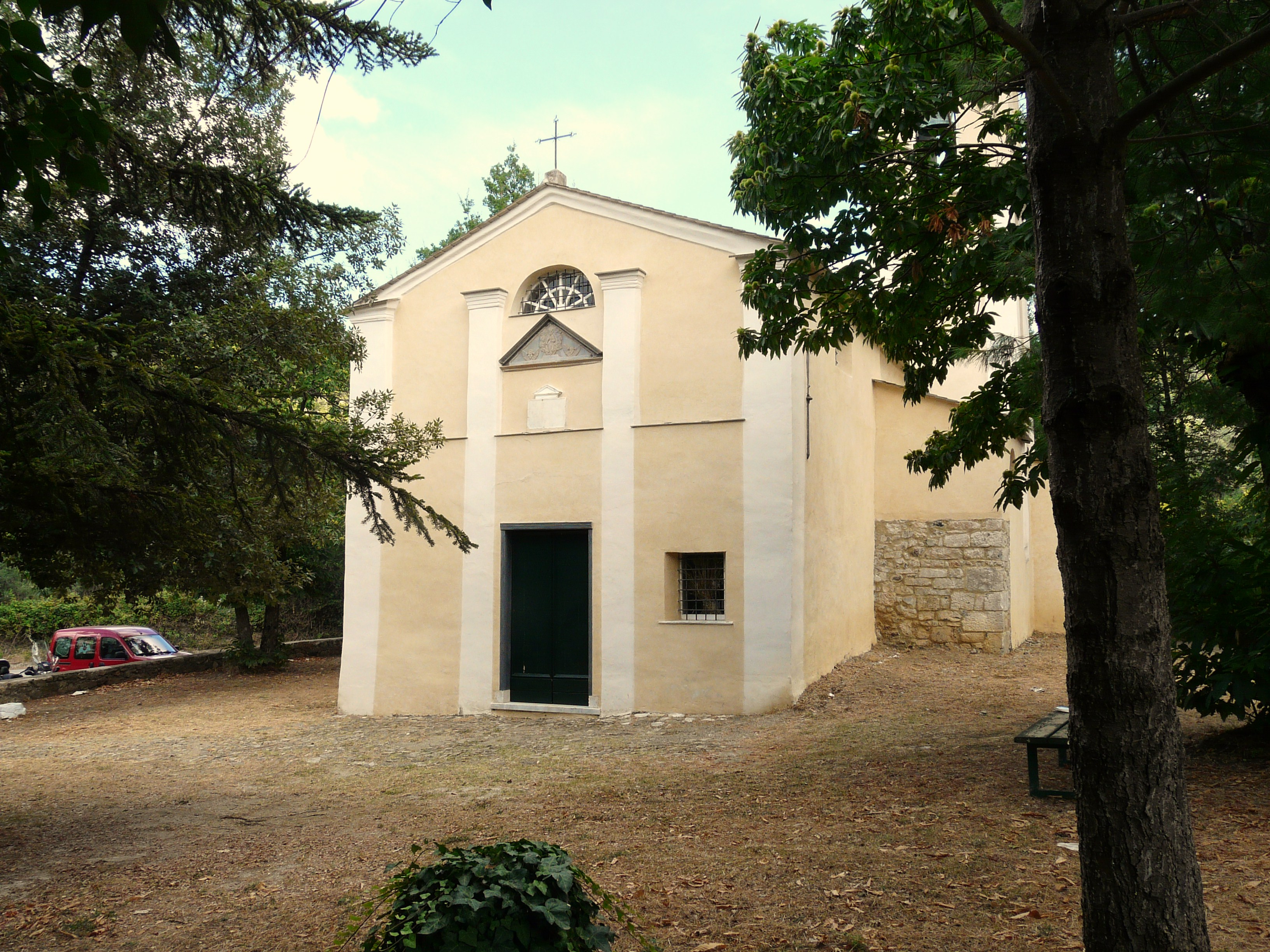